# Altofonte

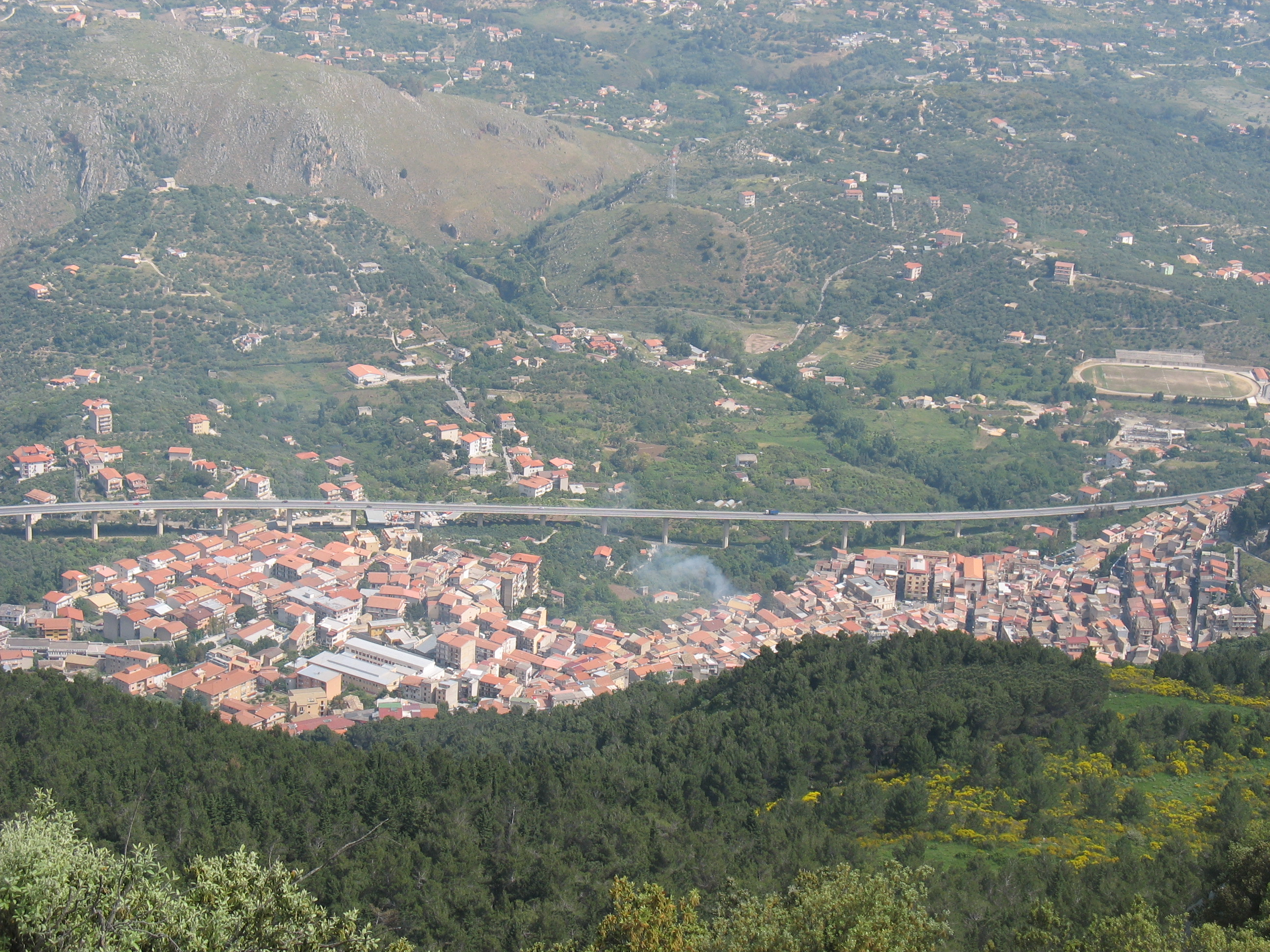
Altofonte

Altofonte ist ein Ort der Metropolitanstadt Palermo in der Region Sizilien in Italien mit 9775 Einwohnern (Stand 31. Dezember 2023).

## Lage und Daten
Altofonte liegt 15 km südlich von Palermo. Die Einwohner arbeiten hauptsächlich in der Landwirtschaft.
Die Nachbargemeinden sind Belmonte Mezzagno, Monreale, Palermo, Piana degli Albanesi und Santa Cristina Gela.

## Geschichte
Der Ort wurde bis 1930 Parco genannt.

## Sehenswürdigkeiten
- Kloster Santa Maria Altofonte mit
  - den Resten des normannischen Königspalastes,
  - der Kapelle des Erzengels Michael und
  - der ehemaligen Klosterkirche und heutigen Pfarrkirche Santa Maria Altofonte.